# Sosibia
Sosibia is een geslacht van Phasmatodea uit de familie Diapheromeridae. De wetenschappelijke naam van dit geslacht is voor het eerst geldig gepubliceerd in 1875 door Carl Stål.

## Soorten
Het geslacht Sosibia omvat de volgende soorten:
- Sosibia aesalus (Westwood, 1859)
- Sosibia aurita (Fabricius, 1793)
- Sosibia biaculeata Redtenbacher, 1908
- Sosibia bisulca Redtenbacher, 1908
- Sosibia brachyptera Chen & He, 2004
- Sosibia brocki Seow-Choen, 2000
- Sosibia cornuta Chen & He, 2008
- Sosibia curtipes (Westwood, 1848)
- Sosibia dubia Redtenbacher, 1908
- Sosibia dubiosa Redtenbacher, 1908
- Sosibia esacus (Westwood, 1859)
- Sosibia euryalus (Westwood, 1859)
- Sosibia flavomarginata Chen & He, 2008
- Sosibia guangdongensis Chen & Chen, 2000
- Sosibia hainanensis Chen & He, 2002
- Sosibia humbertiana (Saussure, 1868)
- Sosibia lysippus (Westwood, 1859)
- Sosibia macera Redtenbacher, 1908
- Sosibia medogensis Chen & He, 2004
- Sosibia mohamedsaidi Seow-Choen, 2004
- Sosibia nigricans Redtenbacher, 1908
- Sosibia nigrispina Stål, 1875
- Sosibia ocellata Günther, 1938
- Sosibia paraesalus Redtenbacher, 1908
- Sosibia parvipennis (Stål, 1877)
- Sosibia passalus (Westwood, 1859)
- Sosibia pholidotus (Westwood, 1859)
- Sosibia platycerca Redtenbacher, 1908
- Sosibia quadrispinosa Redtenbacher, 1908
- Sosibia retracta Redtenbacher, 1908
- Sosibia solida Redtenbacher, 1908
- Sosibia truncata Chen & Chen, 2000
- Sosibia yunnana Chen & He, 2008